# Sant Sadurní de la Fabregada
Sant Sadurní de la Fabregada (o Sant Serni de la Fabregada) és una església del municipi de Vilanova de Meià (Noguera) inclosa en l'Inventari del Patrimoni Arquitectònic de Catalunya.
Es troba al vessant meridional de la roca del Pelat, a l'extrem sud de la serra del Cucut, en l'indret de la Fabregada. Són en el replà d'una coma de la cinglera que tanca pel nord el coll de Cabesses, damunt mateix de la balma on hi ha les restes del castell de la Fabregada.

## Història
Antigament tenia les funcions de parròquia del terme del castell, que perdé posteriorment. Depengué del priorat de Santa Maria de Meià fins a la desamortització eclesiàstica. La primera notícia del terme del castell és de l'any 1094, quan Galceran Erimany manà redactar el seu testament on deixava al seu fill Pere diversos castells que tenia pel seu senyor Guerau Ponç II de Cabrera, entre altres el de la Fabregada. Aquesta església no formà part de la dotació del monestir de Santa Maria de Meià, ja que ni el castell ni l'església no depenien de la família Meià. Després de 1137, passà a dependre del monestir de Santa Maria de Meià sense que se'n conegui el motiu. Consta que l'any 1135, el visitador de l'arquebisbe de Tarragona feu una inspecció a les parròquies dependents del monestir i entre elles visità Sant Sadurní de la Fabregada. A mitjans del segle xvii Roig i Jalpí escrigué que el priorat tenia l'església de «San Saturnino Obispo y Martir», que antigament havia estat la parròquia de la Fabregada.

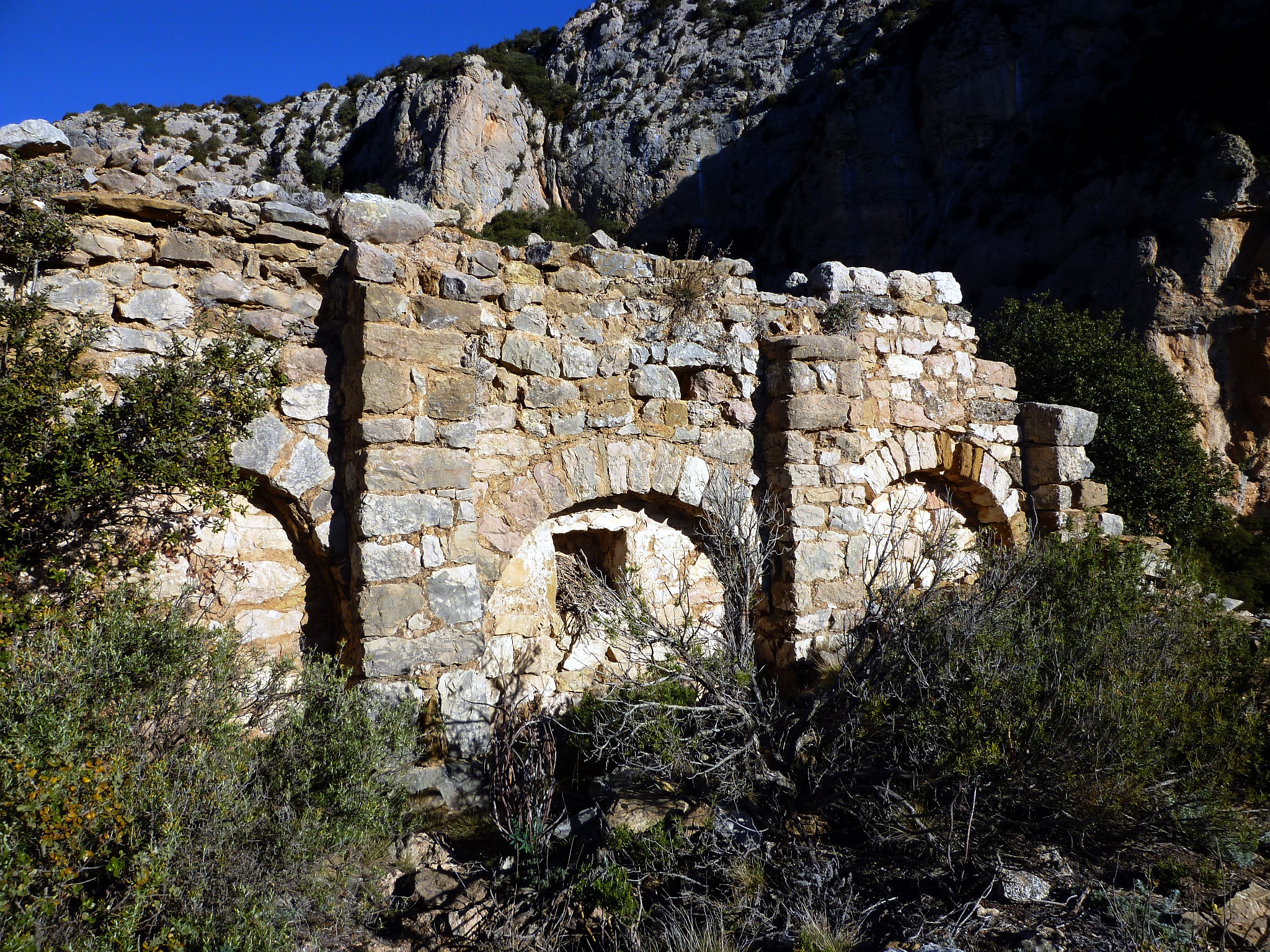
Arcs formers

## Arquitectura
Edifici d'una sola nau de la qual només es conserven els murs nord i oest i part del basament de la capçalera i del mur sud, que permeten reconstruir-ne l'estructura. Estava cobert amb volta de canó semicircular, de la qual es conserva l'arrencada al mur nord, i reforçada per cinc arcs torals que arrenquen de pilastres rectangulars adossades als murs nord i sud. Entre les pilastres hi ha arcs formers, més estrets que el gruix dels pilars, dels quals arrenquen directament. Aquesta singular solució dels arcs formers, evoca l'estructura de la propera església de la Mare de Déu del Puig de Meià, molt més elaborada. La capçalera és formada per un absis semicircular, avui en runes, que s'obria a la nau per un arc presbiteral en degradació, reflectit exteriorment per un plec que definia una mena de cos presbiteral interposat entre la nau i l'absis. No conserva cap finestra i la porta havia d'obrir-se a la façana sud, desapareguda. Les façanes nord i oest no conserven cap mena de decoració. A l'absis es conserven vestigis d'una ornamentació mural formada per motius llombards de les lesenes verticals, que es devien completar amb un fris d'arcuacions sota el ràfec. L'aparell és de carreus irregulars sense polir disposats en filades uniformes. En les lesenes verticals s'observen peces de pedra tosca ben tallades.
Aquest tipus de decoració absidal és pròpia de les formes arquitectòniques del segle xi amb les quals també resulta coherent el sistema estructural; es podria establir hipotèticament que aquesta obra pertany a l'inici del segle xi.